# J.J. Voskuil (schrijver)
Johannes Jacobus (Han) Voskuil (Den Haag, 1 juli 1926 – Amsterdam, 1 mei 2008) was een Nederlandse volkskundige en schrijver van literaire kritieken, romans en korte schetsen.

## Biografie
Voskuil was de oudste zoon van Klaas Voskuil (1895-1975), bij leven hoofdredacteur van Het Vrije Volk, die vooral bekendheid genoot door zijn VARA-radiorubriek Socialistisch Commentaar, en Antonetta Fenna Trijntje (Anneke) Lubbers (1900-1953). J.J. Voskuil is vernoemd naar zijn grootvader Johannes Jacobus Voskuil (1861-1931), die bakker was te Zwolle. Een broer van hem was de jurist Bert Voskuil (1929-2019), en zij hadden nog een broer Jan Voskuil (1934-2016). Die grootvader was in 1892 getrouwd met een Duitse, Johanna Francisca Vortanz (1861/1862-1920), die als gouvernante in dienst was getreden van mr. Jan Arend Frederik baron de Vos van Steenwijk genaamd van Essen tot Windesheim (1851-1905); vervolgens hadden zij elkaar leren kennen bij het Leger des Heils in Zwolle. Volgens de schrijver werd bij dit sociaal bewogen echtpaar de kiem gelegd voor zijn 'socialistische jeugd', waarin de 1 meivieringen, de bijbehorende feesten en de voorbereidingen op verkiezingen, die gericht waren op propaganda voor de SDAP, een rol speelden.
Tijdens zijn studie Nederlandse taal- en letterkunde aan de Gemeentelijke Universiteit in Amsterdam was hij in 1948 praeses van de studievereniging voor Neerlandici H.E.L.I.O.S., Zijn studie rondde hij cum laude af bij W. Gs Hellinga. Als student publiceerde hij voor het eerst literaire stukken in Propria Cures. Aanvankelijk woonde hij in Amsterdam op kamers bij zijn achterneef, de kunstschilder Jo Voskuil (1897-1972) en zijn echtgenote Dora Paulsen, een kinderloos echtpaar. Na zijn studie werkte Voskuil bij Sticusa, daarnaast als vertaler bij de EGKS in Straatsburg, in het schooljaar 1955/56 als leraar aan een kweekschool in de stad Groningen en vervolgens bij de P.C. Hooft-commissie, waar Hellinga voorzitter van was. Als docent Nederlands gaf hij, volgens sommigen, op een ongebruikelijke maar inspirerende manier les. In de jaren 1956-1960 publiceerde hij ook besprekingen van (buitenlandse) literaire werken. Op 1 juli 1957, tevens zijn verjaardag, trad hij in dienst bij het later geheten Meertens Instituut, als adjunct-wetenschappelijk medewerker, waaraan hij exact 30 jaar verbonden zou blijven, laatstelijk als hoofd van de afdeling Volkskunde, en wat hem inspireerde tot de zevendelige romancyclus Het Bureau; per 1 juli 1987 trad hij uit dienst, gebruik makend van de VUT-regeling. In de eerste jaren werkte Voskuil, volgens Van Heest, halve dagen bij Meertens, zodat hij kon werken aan zijn roman over zijn studententijd, Bij nader inzien.
Voskuil was in 1950 getrouwd met Lousje M.E.M. Haspers (1926), die hij kende uit Den Haag; beiden hadden schilders in de familie (zijn overgrootvader, haar grootvader aan vaders kant). Beiden waren dierenbeschermers. In 1997 richtte Voskuil de dierenwelzijnsorganisatie Stichting Varkens in Nood op, gesteund door onder anderen de schrijver Koos van Zomeren. Veel elementen uit het persoonlijke leven van het echtpaar, zoals het niet willen bezitten van een auto, het hebben van katten, het wonen aan de Lijnbaansgracht nr. 84-hs (1956-1969) en de Herengracht nr. 60 (1969-2008) in Amsterdam en hun wandelvakanties in Auvergne, staan beschreven in zijn boeken.
Na een langdurige ziekte besloot Voskuil tot euthanasie. Hij stierf thuis op 1 mei 2008, Dag van de Arbeid. Op 8 mei 2008 werd hij begraven op Oud Eik en Duinen in Den Haag.

## Wetenschappelijk werk
Per 1 juli 1957 trad Voskuil in dienst van het latere Meertens-instituut, gevraagd door P.J. Meertens, nadat hij daar al eerder had gewerkt als student-assistent. Het lag in de bedoeling dat Voskuil ook Meertens zou opvolgen als directeur van het instituut. Dat laatste gebeurde niet, onder andere omdat hij weigerde een proefschrift te schrijven en sommige leden van de commissie van toezicht op het instituut dat een onoverkomelijk bezwaar achtten. Daarom werd het hoofd van de afdeling Dialectologie, Dick Blok, in 1965 aangewezen als directeur en opvolger van Meertens. Onder het bewind van Voskuil groeide wel de afdeling Volkskunde, waarvan hij het hoofd werd. Aanvankelijk bleef hij nog enige tijd na zijn vervroegde uittreding lid van verscheidene commissies totdat op een gegeven moment opvolgers voor hem waren benoemd. Toen hem duidelijk was gemaakt dat na zijn vertrek zijn aanwezigheid op het instituut als ongewenst werd beschouwd, kwam hij er niet meer, en enkele jaren later begon hij aan het schrijven van zijn romancyclus Het Bureau.

### Volkskunde-atlas
In de dertig jaar dat Voskuil zich bezighield met volkskunde, onderging dit vak een ontwikkeling waarin hijzelf een rol speelde. In die periode schreef hij 5 monografieën, 58 artikelen en 221 recensies van boeken en tijdschriftartikelen. De eerste opdracht die hij kreeg van zijn superieur P.J. Meertens was het schrijven van het commentaar bij de eerste aflevering van de Volkskunde-atlas voor Nederland en België, toenmaals het enige volkskundige project van het bureau. Die atlas had tot doel (historische) cultuurgebieden en -grenzen te reconstrueren voor onderwerpen uit de volkscultuur op zogenaamde verspreidingskaarten, aan de hand van vragenlijsten die (voor Nederland) vanaf 1934 waren rondgestuurd naar de zogenaamde correspondenten; voor de eerste vragenlijst betrof dit 2040 antwoorden van respondenten. Voorafgaand aan dit commentaar had hij overigens al twee kortere artikelen gepubliceerd over de kinderschrik (1958) en de nageboorte van het paard (1959). Deze eerste aflevering van de atlas kreeg kritiek, met name omdat er geen verklarend commentaar werd geleverd, maar het zich beperkte tot een samenvatting van de antwoorden van de respondenten. In de tweede aflevering van de atlas, die in 1965 verscheen, werd dit anders aangepakt. Voskuil gaf in de inleidingen van de commentaren op de verschillende verspreidingskaarten, onder andere over de korenschrik, een samenvattend overzicht van de hem bekende literatuur over deze verschijnselen. Na deze twee atlassen met commentaar zouden er nog maar twee verschijnen: de derde in 1968, geheel verzorgd door Maurits De Meyer, en de vierde in 1969, geheel verzorgd door Voskuil, over de nageboorte van het paard. Dat hieraan een einde kwam had mede zijn oorsprong in de ontwikkeling in het denken over deze, maar met name de internationale Etnologische Atlas (EA).

### Europese etnologische atlas
Volgens Voskuil zelf legde de discussie die in de jaren 1960 en begin jaren 1970 werden gevoerd over de EA verschillen van opvattingen bloot over zowel het wezen van de volkskunde als de gebruikte methodologie, die zich vooral als een generatieverschil tussen de vooroorlogse en naoorlogse volkskundigen leek voor te doen. De oudere generatie leek volkskunde, en de kaarten van de atlas, te zien als een geheel van statische volksculturele fenomenen die in hun voorkomen in het voor- en na-industriële tijdperk te verdelen was, en waarmee aan te geven was wat er in de vroege Middeleeuwen bestond, en wat er na de industriële revolutie was gebeurd. De naoorlogse generatie zag als doel van de volkskunde veeleer het in kaart brengen van een proces van verandering in de tijd van die volkscultuur, die door vele zaken werd beïnvloed, en niet op eenduidige en gelijktijdige wijze in de diverse delen van Europa. Over dit verschil in opvattingen had hij al eerder gepubliceerd naar aanleiding van een Duits volkskundehandboek waaraan zowel de oudere als de jongere generatie hadden meegewerkt, en waarbij die inconsequentie van benadering hem in het oog viel. Nog weer later had hij dit verschil gekenschetst als dat tussen maximalisten en minimalisten. Uiteindelijk zou dit conflict in het voordeel van de jongere generatie worden beslecht, ook al zou ook daarmee de ontwikkeling van het vak in de periode-Voskuil niet ten einde zijn.

### Vlamingen en Nederlanders
Begin jaren 1970 speelde eveneens de escalerende discussie tussen de Vlamingen, vertegenwoordigd door de autoritaire K.C. Peeters enerzijds, en de Nederlanders Meertens en Voskuil anderzijds, inzake het beleid van het gezamenlijke Belgisch-Nederlandse tijdschrift Volkskunde. Waar Peeters een nauwe band voorstond, ook ten behoeve van het potentiële lezerspubliek, tussen de professionele volkskundigen en de regionale en lokale heemkundekringen, distantieerde Voskuil als redactiesecretaris zich juist van die laatste groep, waartoe bijvoorbeeld Tjaard Wiebo Renzo de Haan (1919-1983) en Sytse Jan van der Molen (1912-1995) behoorden. Uiteindelijk spitste in 1974 het conflict zich toe op de dreigende acceptatie van bijdragen die naar de mening van Meertens en Voskuil niet aan hun (wetenschappelijke) standaarden voldeden. Dit leidde tot een breuk, het vertrek van de Nederlanders uit de redactie, waar Meertens sinds 1940 zitting in had, en de oprichting van het Nederlandse Volkskundig bulletin.

### Volkskundig bulletin
Het eerste nummer van dit tijdschrift, dat 26 jaargangen zou kennen en waarvan het laatste nummer in december 2000 verscheen, was dat van oktober 1975 en zou als redacteuren Meertens en Voskuil hebben moeten kennen. De eerste had echter in januari van dat jaar een beroerte gehad en was niet langer in staat dat redacteurschap uit te oefenen. Wel werd een al geschreven boekbespreking van hem opgenomen: "Wij plaatsen haar nu om uitdrukking te geven aan ons gevoel dat hij erbij hoort". Met deze zin besloot 'Ter inleiding', van Voskuil, die tevens een programmatische koers aangaf. Die bleek alleen al uit de vier andere voorbij gekomen alternatieve titels van het tijdschrift: Cultuurhistorisch tijdschrift, Tijdschrift voor cultuurhistorische antropologie, Tijd en ruimte, Verandering en continuïteit. Maar die waren het dus niet geworden. Voskuil gaf aan dat het tijdschrift vooral gevuld zou worden met signalementen van wat er aan boeken en tijdschriften op het vakgebied zou verschijnen, resultaten van lopend onderzoek van medewerkers van het instituut, en waar mogelijk bijdragen van derden.
Voskuil zou zelf ook bijdragen aan het tijdschrift leveren, in een door sommigen als persoonlijk en polemisch aangemerkte stijl. Een uitgebreid artikel schreef hij over de midwinterhoorn waarbij hij de vinger legde op wat hij noemde de 'uitgevonden traditie'.
In 1984 publiceerde Voskuil een geschiedenis van de volkskunde in Nederland. Hij liet deze beginnen in 1934 met Meertens en de eerste post op de Rijksbegroting voor volkskunde, en eindigde met de Franse stroming van de Annales en het mogelijk misbruik in Nederland van de opvattingen van Norbert Elias. In het artikel van Frijhoff bij Voskuils afscheid liet deze de geschiedenis van de Nederlandse volkskunde beginnen bij de oprichting van het bulletin.

### Boerenhuis

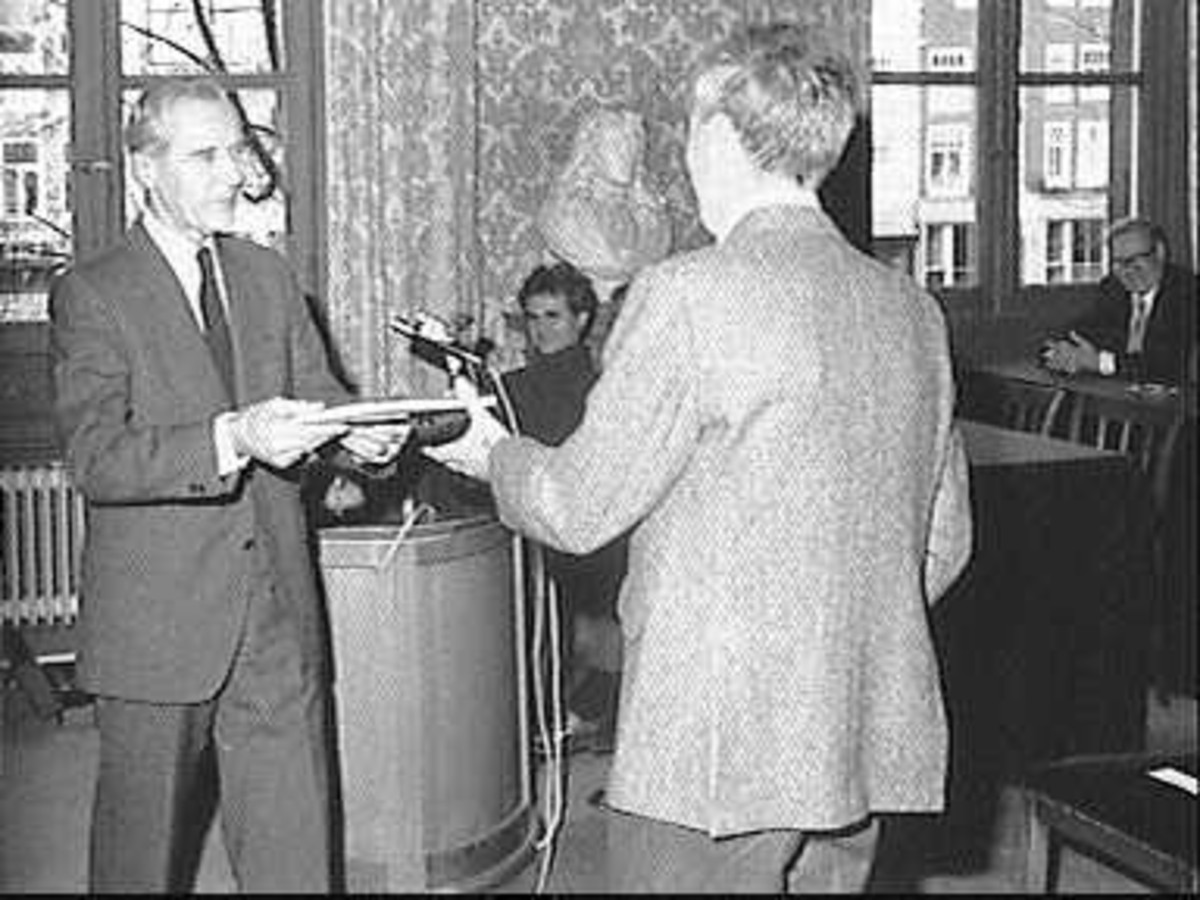
J.H. Jager Gerlings, voorzitter van de Stichting Historisch Boerenhuis-Onderzoek, overhandigt het eerste exemplaar van Van vlechtwerk tot baksteen aan de auteur, 20 november 1979 (foto: R.A. Peeters)

In 1979 publiceerde Voskuil Van vlechtwerk tot baksteen. Geschiedenis van de wanden van het boerenhuis in Nederland, dat sommigen als zijn 'proefschrift' zagen, dat voortvloeide uit de EA maar waarin hij niettemin tevens kritiek uitoefende op diezelfde atlas waarvan de redactie zou menen: "dat het boerenhuis onder de huizen het best de oorspronkelijke, traditionele kenmerken heeft bewaard, en dat na 1900 door de invoering van industriële productiemethoden de band met het verleden fataal is doorgesneden. Voor ons land gaat dat laatste in ieder geval niet op".

### Nalatenschap
In het afscheidsnummer van het Volkskundig bulletin werd erop gewezen dat Voskuil bijgedragen had aan de richting die de volkskunde was ingeslagen: dat was een interdisciplinair vak geworden waarin geschiedenis, materiële en mentaliteitsgeschiedenis, antropologie en sociologie samenkwamen.
Na zijn officiële vertrek bleef Voskuil nog geruime tijd het insitituut bezoeken. Daaraan kwam een einde toen medewerkers lieten merken dat niet langer op prijs te stellen, hetgeen hij later als verraad aanmerkte en waarna hij begon, volgens sommigen uit rancune, aan het schrijven van de zevendelige romancyclus over 'het bureau'. De verschijning van die roman had voorts repercussies voor het beschreven instituut. De toenmalige directeur, de taalkundige Jaap van Marle, greep de roman aan om de afdeling Volkskunde bij de KNAW in een slecht daglicht te stellen. Hij meende dat de kwaliteit van het onderzoek nog steeds niet deugde en dat het misschien beter zou zijn die afdeling op te heffen. Hij moest na onderzoek daarvan terugkomen en is als gevolg van zijn actie als directeur op non-actief gesteld en overgeplaatst.

## Literair werk

### Bij nader inzien

#### Ontstaan en ontvangst
Voskuils literaire debuut was de autobiografische roman Bij nader inzien waarin zijn studietijd centraal staat. Het kostte aanvankelijk moeite om een uitgever te vinden voor het dikke manuscript door aarzelingen bij Reinold Kuipers van Querido - met 1207 bladzijden is het werk tot op heden een van de meest omvangrijke romans uit de Nederlandse literatuur – maar via Henk Romijn Meijer verscheen het boek in 1963 in twee banden bij G.A. van Oorschot te Amsterdam.
De roman werd door de kritiek overwegend slecht ontvangen, deels omdat het een sleutelroman was; een lovende recensie verscheen in de NRC, van de hand van de betrokken Romijn Meijer. Een aantal jaren later belandde een groot deel van de oplage, ondanks de belofte van de uitgever het boek niet te verramsjen, bij De Slegte. Toch bleek er in kleine kring waardering voor te bestaan en in 1985 verscheen een tweede druk van het boek. Ruime bekendheid kreeg het werk pas in 1991 door de zesdelige televisieserie onder regie van Frans Weisz (scenario: Jan Blokker en Leon de Winter), die door de VPRO werd uitgezonden. De serie kwam in 2008 ook uit op dvd. Ze wijkt nogal af van het boek, en Voskuil was hier aanvankelijk zeer ontstemd over. Uiteindelijk had hij wel vrede met de verfilming, volgens regisseur Frans Weisz, zij het dat Voskuil vond dat de film niets meer met zijn boek te maken had.

#### Inhoud
Het boek kent geen ik-figuur, het bestaat uit een groot aantal scènes waarin diverse studenten 'geesteswetenschappen' in Amsterdam voorkomen, gedurende de periode van hun hele studententijd.
In de kring studenten staan Paul Dehoes en Maarten Koning het meest geprononceerd tegenover elkaar. Paul haakt het openlijkst naar 'contact', koestert meer overspannen verwachtingen van zijn vrienden, en wil er altijd van overtuigd zijn dat zijn vrienden het op essentiële punten eens zijn, en dezelfde houding aan zouden nemen in situaties waarin het erop aankomt. Maarten is meer de wandelaar, de waarnemer, die zich snel terugtrekt in zichzelf, vlucht in ironie en reageert middels boutades die anderen ergeren. Hij weet niet goed hoe te reageren op Pauls woordenstroom, die hij niet kan weerleggen, maar waarvan hij soms voelt dat het rationalisaties zijn. Paul schermt met Forum: persoonlijke eerlijkheid is waar het om gaat in de literatuur, Maarten met Arthur van Schendel: wezenlijk is de sfeer, de beschrijvingen. Paul is degene die zich het meest blootgeeft, zich het kwetsbaarst opstelt doordat hij voortdurend plannen oppert (waarvan anderen makkelijk kunnen constateren dat ze niet allemaal uitkomen) en doordat zijn onuitputtelijke intelligentie de ene theorie na de andere spuit, waarvan de rest waarneemt dat ze niet allemaal met elkaar en met zijn gedrag in overeenstemming zijn. Hij is hiermee wel de eigenlijke 'motor' die het boek aanstuwt.
Ook de vrouwen/vriendinnen van Maarten en Paul zijn elkaars tegenpool.
In het midden van het boek vinden er 'gebeurtenissen' plaats: Hans moet een tijdje naar Leuven, Paul moet in dienst, Flap trouwt, en David moet een jaar naar Suriname. De buitenwereld breekt in in het beschermde studentenleven. Ook doet het raadselachtige, zwijgzame personage Henriette haar intrede, wier sympathie - of beter gezegd goedkeuring - haast tot twistappel wordt voor Maarten en Paul.
In het laatste deel verschuift alles: de nadruk ligt minder op de inhoud van de discussies, en meer op het waarom van het zwijgen van de één en het praten van de ander. Er wordt meer gereflecteerd over eigen denken. Zoals Maarten van zichzelf zegt: "Mijn verstand mist puntigheid en raffinement". Of zoals Paul in een brief aan Maarten schrijft, wanneer hij pas leraar is: "Je zou mijn praten een strooptocht in het onbekende kunnen noemen." Waaraan hij de verklaring van Henriettes zwijgen toevoegt: hij zelf kan zich niet herhalen, zij kan nauwelijks praten, omdat voor haar de woorden al een herhaling, namelijk van de gedachten, zijn.
Dit laatste deel kenmerkt zich dan ook meer door de sfeer. De protagonisten zijn zich ervan bewust uitgetheoretiseerd te zijn, en de buitenwereld is nu wel heel nabij gekomen; vriendschap is nu een concreter front tegen de buitenwereld. Ondanks hun voortdurende verschillen in gedrag en opvattingen, bestaat er echt contact tussen Maarten en Paul. Dit is het aspect 'Ode aan de vriendschap' van dit boek.
De afloop: Op een afstudeerfeest bij David waar vrijwel iedereen zat is, ziet Maarten Paul (wiens echtgenote niet aanwezig is omdat ze hoogzwanger is) boven op een andere vrouw liggen. Zonder hier een woord aan te wijden zoekt Maarten in de menigte zijn vrouw Nicolien op en zegt haar dat ze naar huis gaan. Als ze buitenkomen is het al bijna ochtend. Een vroege klas kinderen met hun onderwijzer rijdt over de Keizersgracht.
Net als de slotscène uit Het Bureau heeft dit slot op Voskuil zelf veel indruk  gemaakt. Critici hebben Voskuil klakkeloos nagepraat dat dit boek een afrekening zou zijn met Paul Dehoes, dat 'vriendschap een illusie blijkt' etc. Dit mag waar zijn voor de schrijver Voskuil, voor de lezer, die zelf geen binding heeft met de beschreven personen, ligt dat wellicht anders. Dit boek geeft een uiterst gedetailleerde en subtiele beschrijving van de ontwikkeling van jongerejaars naar ouderejaars studenten in de letteren. In de loop van het boek wisselen onderlinge houdingen en sympathieën voortdurend. Er is wederzijds enthousiasme en bekoeling. De manier van praten van ieder personage en ook hun standpunten en manier van denken zijn perfect weergegeven: vaak nog voordat gezegd wordt wie spreekt, voelt de lezer wie aan het woord is, zo zorgvuldig zijn de karakters opgebouwd. Daarnaast is dit boek ook een soort synthese van Forum en Van Schendel geworden: er wordt meedogenloos gestreefd naar eerlijkheid jegens vrienden, maar het boek bevat tevens de prachtigste sfeerimpressies, met name door de uiterst verfijnde beschrijvingen van kleine gedragingen en belevenissen van ieder personage.

### Binnen de huid
Dit boek, geschreven tussen 1964 en 1968, is postuum uitgekomen in 2009. Voskuil zelf had in interviews gezegd dat hij dit werk niet kon uitgeven, omdat hij zelf niet in staat was het boek voor te lezen omdat het hem te veel aangreep. Uit het kleine voorwoord van zijn vrouw blijkt dat een andere reden was de vrees anderen te kwetsen, alsmede het intieme karakter van het boek. Vooral dit laatste wordt duidelijk uit de inhoud. In tegenstelling tot Bij nader inzien en Het Bureau is dit boek in de eerste persoon geschreven, en zijn de episodes niet gedateerd.
Het boek begint na het afstuderen van Maarten Koning. De eerste 100 bladzijden gaan vooral over de verhouding van Maarten en Paul, die inmiddels leraar is geworden, en de complexiteit van hun vriendschap, de vraag of ze nog vrienden zijn (Ik begreep dat vriendschap een verfijnde vorm van vijandschap is. Je draait om elkaar heen tot je kunt toeslaan.). Daarna begint het intiemere deel van het boek, dat vooral de relatie tussen Maarten en Rosalie (die inmiddels een dochtertje heeft) beschrijft. Dat is dan geen intellectuele verhouding, er is ook geen sprake van verwantschap, hier domineert vooral de lichamelijke aantrekkingskracht. Het lijkt alsof Maarten enerzijds behoefte heeft zijn mannelijkheid te bewijzen, en anderzijds zich voortdurend pijnigt met de vraag of dit goed is of niet: Trouw is lafheid; Ieder onderdrukt verlangen is een lafheid. De lezer wordt onwillekeurig herinnerd aan Flaps opmerking tegen Maarten uit Bij nader inzien (in een bakkerij): Jij kunt niet zorgeloos van het leven genieten (...) Als instinctmensen zoals jij in beweging komen, gaat de hele broodwinkel tegen de vlakte.
De grote rol die Rosalie op dit moment inneemt in zijn leven blijkt onder andere hieruit, dat meermalen in het boek zij het is die met 'ze' wordt aangeduid, als er verder geen naam genoemd wordt. De chaos in zijn gedachten blijft aanhouden, met aan het einde als 'conclusie': Ik raakte er meer en meer van overtuigd, dat alleen zijn de enig fatsoenlijke manier van leven is. Alleen zijn en je bedrinken. Toch blijven aan het einde Nicolien (Lousje) en hij bij elkaar.
De inhoud zo naverteld wekt de indruk van een gewone driehoeksverhouding, maar de Voskuil-elementen als humor en nauwkeurige beschrijvingen ontbreken niet. Door het gebruik van de ik-persoon ligt de nadruk vooral op gewaarwordingen, gevoelens en gedachten van Maarten.

### Het Bureau

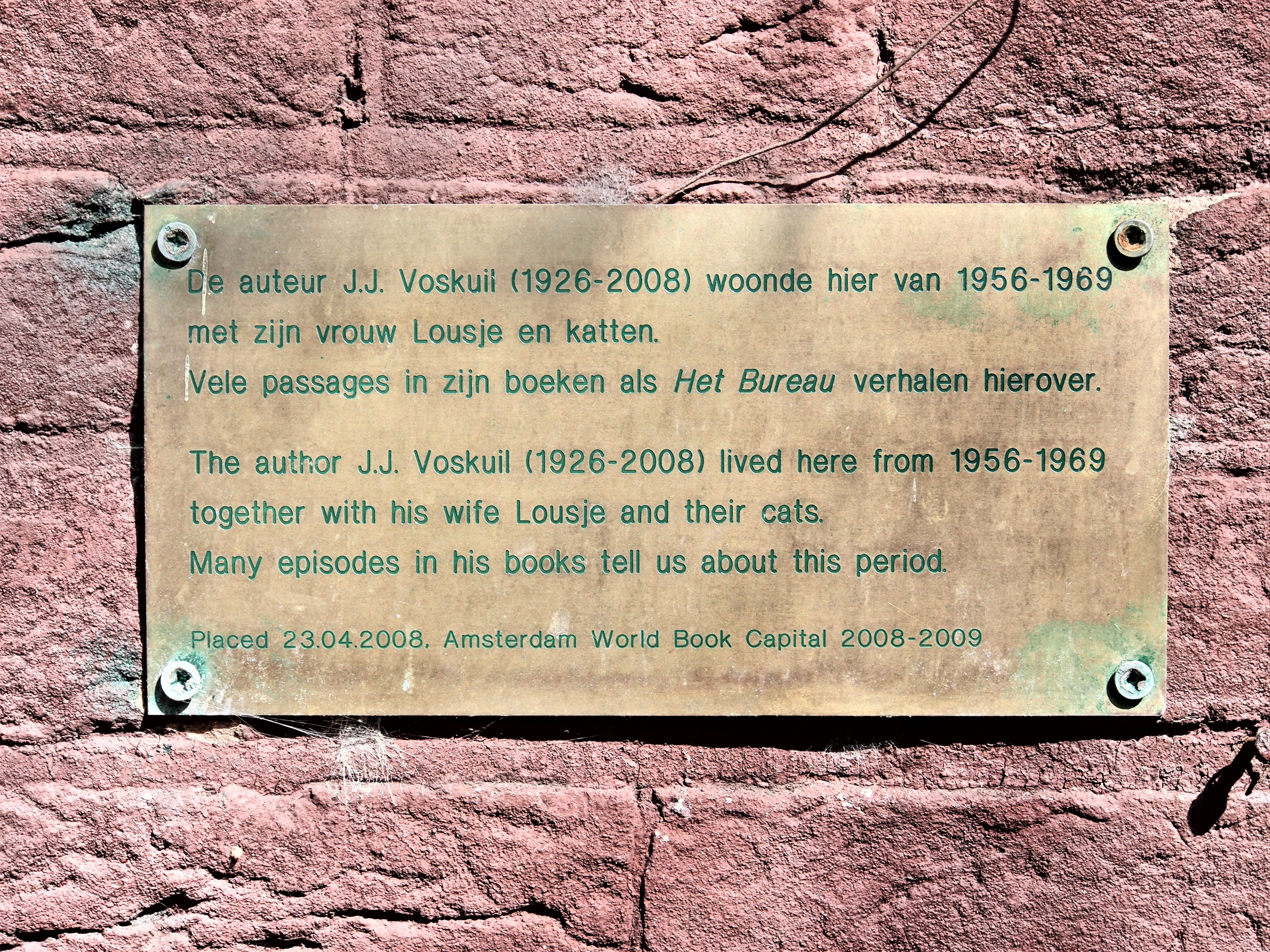
Naamplaatje op Lijnbaansgracht 84

#### Ontstaan en ontvangst
De omvang van Bij nader inzien werd ruimschoots overtroffen door Voskuils zevendelige romancyclus Het Bureau, die zijn dertigjarige ambtelijke loopbaan bij het Meertens Instituut ('Het Bureau') tot onderwerp heeft, de periode 1957-1989 overspannend. Volgens de opgave van de scheppingstijd aan het slot van elk deel begon Voskuil op 7 september 1990 aan de cyclus en rondde hij die af op 26 januari 1995. In dit werk, verschenen tussen 1996 en 2000, treden ook enkele personages uit Bij nader inzien op, maar het merendeel van de 5058 pagina's (4975 als men het namenregister achterin elk deel niet meetelt) wordt behalve door Voskuils alter ego Maarten Koning bevolkt door romanfiguren als medewerkers of relaties van 'Het Bureau', wier overeenkomst met de werkelijkheid geenszins toevallig is. Dat ze niet allemaal even gelukkig zijn met de vaak genadeloze wijze waarop ze door Voskuil worden geportretteerd, bleek uit een documentaire van de VPRO uit 1998 over het Meertens Instituut waarin collega's van Voskuil aan het woord komen, maar er zijn er ook, die trots op hun onvrijwillige rol in het boek zijn en gedetailleerde lijsten hebben gepubliceerd over wie schuil gaan achter de personages in de roman of zelfs rondleidingen door het Instituut voor nieuwsgierigen verzorgden.
In 1997 interviewde Hanneke Groenteman het echtpaar Voskuil bij hen thuis, naar aanleiding van de verschijning van de eerste twee delen van de cyclus. Op 28 februari 1999 interviewde zij hen opnieuw na de verschijning van En ook weemoedigheid en De moeder van Nicolien, maar deze keer met publiek in De Plantage.
Op zondag 31 januari 1999, negen dagen na het verschijnen van het vijfde deel, En ook weemoedigheid, organiseerde de Nijmeegse boekhandelaar Roelants een ontmoeting van Voskuil met zijn lezers in de Stadsschouwburg van Nijmegen. Voor die bijeenkomst nodigde de boekhandelaar verschillende Nijmegenaren uit een bijdrage te leveren over Het Bureau, hetgeen resulteerde in zijn uitgave Een zondagmiddag met J.J. Voskuil.
In 2000 compileerde Voskuil zelf een 'Verkorte inhoud' en een 'Compleet personenregister' op de cyclus: Ingang tot het Bureau.

#### Inhoud
Net als in Bij nader inzien is in Het Bureau de hoofdpersoon Maarten Koning, Voskuils alter ego. Een verschil is dat in Het Bureau ook de gedachten en gevoelens van Maarten Koning beschreven worden, zij het in zeer summiere, bijna schetsmatige bewoordingen. Zoals hij in Bij nader inzien zijn eerste studiejaar (Economie) weggelaten heeft, zo heeft Voskuil in Het Bureau zijn werkzaamheid als leraar in Groningen weggelaten. Daarmee wordt de thematiek waar alles om draait eenduidig. Van zijn huwelijk krijgen we dan ook voornamelijk die scènes te zien waarin het Bureau een rol speelt. Voor Nicolien, zijn vrouw, is het bureau een soort Fremdkörper in hun bestaan, dat langzaamaan ook hun privéleven gaat overwoekeren. Maarten vindt dit ook wel, maar heeft het idee dat hij er niets aan kan doen. Dit leidt tot hevige discussies, wat veel lezers heeft doen denken dat het hele huwelijk uit ruzies bestond. Over het schrijven van Bij nader inzien, dat ook in deze periode heeft plaatsgevonden, wordt niets gezegd. Ook komen vrienden als Kees Vogels (zie Onder andere) of Jan Bruggeman (zie: Requiem voor een vriend) hier niet aan bod, omdat zij geen relatie met zijn werk, met het Bureau, hebben.
In het boek komt dit ook tot uiting doordat geleidelijk aan meer de inhoud van zijn werk aan bod komt, met name door middel van fragmenten uit lezingen die hij op congressen her en der in Europa geeft. Binnen dit werk als volkskundige is het thema de revolutie die plaatsvond binnen dit vakgebied, en waaraan Maarten een grote bijdrage heeft geleverd: de verspreidingskaarten van allerhande fenomenen uit de volkskunde mogen volgens hem niet langer gezien worden als gevende een statisch beeld van 'het verleden'. Het zijn moment-opnamen, meer niet, het verleden is veel dynamischer dan men suggereerde. Volgens Maarten hebben de traditionele volkskundigen (Seiner, Horvatic, en ook Beerta, zijn leermeester) dit zo gezien uit een persoonlijke, emotionele behoefte. Zij wilden hun eigen heden legitimeren door erop te wijzen dat dit (eeuwenoude) wortels had in het verleden. Dat uitgerekend Maarten dit bestrijdt, past in de thematiek in het boek, doordat juist hij, als privé-persoon, bij uitstek iemand is die wil dat er nooit iets verandert. Hij is zich dus ten zeerste bewust van deze menselijke neiging, reden dat hij er zo tegen fulmineert in zijn professionele bestaan. Dit raakt aan een algemenere vraag, die af en toe expliciet gesteld wordt, maar op de achtergrond voortdurend aanwezig is: kan een mens veranderen? "Nee", antwoordt het personage Maarten, omdat hij vindt dat hij alleen in situaties in zijn privé-omgeving zichzelf is. Maar de lezer neemt wel verandering in zijn gedrag waar, door de jaren heen, in zijn beroepsmatige omgeving. Die verandering wordt deels veroorzaakt door het feit dat Maarten 'iemand' is geworden: in zijn vakgebied heeft hij een zekere reputatie opgebouwd, hij wordt voor lezingen en commissies gevraagd. Zelf ervaart hij dit echter niet zo, hij merkt het alleen aan de reacties van anderen op hem. Verder heeft hij ook op zijn bureau een zekere status verworven als afdelingshoofd.
Het feit dat hij naast wetenschapper ook hoofd van een afdeling is geworden (na de pensionering van Beerta) is van grote invloed op zijn privé-bestaan. Door de hoge ethische normen die hij zichzelf oplegt, wordt zijn eenzame verantwoordelijkheid een steeds drukkender last: regelmatig is hij ontevreden over zijn eigen optreden te midden van 'zijn mensen', zijn afdeling. Hij neemt de zorgen over situaties waarin hij zich machteloos wist mee naar huis, alwaar hij bovendien steeds vaker 's avonds ook werkt voor het Bureau. Een van de meest opmerkelijke aspecten is misschien wel deze genadeloze eerlijkheid waarmee Voskuil zichzelf portretteert. Veel zaken waar hij niet trots op is, of situaties waarin hij afgaat, zijn zelfmedelijden, alles wordt in dezelfde toon beschreven als de rest.
Er is wel gezegd dat alle personages, behalve Maarten, karikaturen zouden zijn. Maar dit geldt zeker niet voor iedereen. Zo wordt aanvankelijk in deel VI de opvolger van Balk als hoofd van het bureau, Van de Marel, neergezet als een kille manager, in vergelijking met wie zelfs Balk nog een aristocraat is. In deel VII, als Maarten met pensioen is maar nog wel af en toe langs komt op het bureau, krijgt hij de indruk dat al zijn werk afgebroken wordt. Maarten houdt dit niet voor zich, maar Van de Marel vangt Maartens klachten op met een zeer joyeuze gelijkmoedigheid, en hij is het die hier de superieure rol krijgt. Dit effect bereikt Voskuil doordat hij Maartens opvattingen over volkskunde inmiddels zo vaak en uitvoerig vermeld heeft, dat de lezer er een beetje genoeg van krijgt, en, ondanks Maartens oprechtheid, de kant van Van de Marel kiest.
Ook het gedrag van Ad, een van Maartens oudste collega's, is niet stereotiep te noemen. Men kan eerder zeggen dat Maarten er tot het einde toe geen vat op kan krijgen.
Voskuils meesterschap komt naar voren in de uiterst geleidelijke manier waarop dit hele proces beschreven wordt. En zoals in Bij nader inzien het voorlezen van dagboek-fragmenten wordt gebruikt om de personages later te laten reflecteren op gesprekken die de lezer live heeft meegemaakt, zo doet Voskuil dat hier middels gelegenheidstoespraken.
Dat het boek zoveel lezers boeit komt niet alleen voort uit de herkenning die velen in het boek vonden; het boek is buitengewoon zorgvuldig gecomponeerd, en buitengewoon gelijkmatig geschreven. Er is wel gezegd dat zijn taal eenvoudig was, maar men herkent toch de degelijke neerlandicus die over een grote woordenschat beschikt, en die een zeer trefzeker Nederlands schrijft. Denk aan woorden als 'grondelen', 'bouwoffer', 'geveltopschot', of een uitdrukking als 'slordig weer'. Daarnaast worden af en toe dichters als Vasalis, Vondel, Elsschot (in de titel van deel V: 'en ook weemoedigheid') geciteerd. Verder geeft het boek een prachtig tijdsbeeld, niet alleen van het kantoorleven, maar ook van een deel van de academische wereld, van Amsterdam, en ook van Nederland, door de beschrijving van de vele wandelingen, fietstochten en treinreizen. Dit maakt 'Het Bureau' tot een zeer Nederlands boek. Verder zorgen de talloze komische situaties voor veel humor. En er is, ondanks de vele herhalingen van vergelijkbare situaties (voorspelbaar gedrag van hemzelf en andere mensen op zijn bureau, dat aan moet geven voor het personage Maarten dat mensen niet veranderen) niets langdradigs in alle zeven delen.
Het boek eindigt wanneer hij 's avonds, na een diner in Enkhuizen, waar afscheid van hem wordt genomen als lid van de commissie van Het Zeemuseum, alle anderen weg ziet rijden: Langs de kade deinden de achterlichten van zijn vroegere collega's de een na de ander weg.
Daarna volgt een droom, die veel indruk op Voskuil heeft gemaakt. Aan deze droom, waarin Maarten wordt uitgedragen, dankt het laatste deel zijn titel (De dood van Maarten Koning).
De NPS maakte vanaf april 2004 tot eind mei 2006 een langlopende hoorspelserie 'Het Bureau' onder regie van Peter te Nuyl. Gedurende iets meer dan twee jaar werd elke werkdag een van de in totaal 475 afleveringen uitgezonden. 350 acteurs speelden daarin 734 verschillende personages. Alle afleveringen kunnen nog via internet bij de NTR worden beluisterd en gedownload.

### Requiem voor een vriend
Vanaf zijn schooltijd al legde Voskuil herinneringen vast, en bewaarde hij brieven. De inhoud van Requiem voor een vriend (2002) wordt voor een groot deel gevormd door de brieven die Jan Breugelman (in het werkelijke leven, Jan Bruggeman, kortstondig lid van de Tweede Kamer voor de VVD) schreef aan zijn jeugdvriend Voskuil (de brieven die Voskuil schreef zijn vernietigd). Daarnaast haalt Voskuil herinneringen op en geeft beschrijvingen van wandelingen en gesprekken.
- Ik lees nu Proust.
- En?
- Prachtig. Bijna niet te lezen zo vervelend.
Deze Breugelman bezit een weldadige belezenheid en een baldadige intelligentie, is bewonderaar van Clemenceau en Ter Braak, Huizinga en Thorbecke, en maakt carrière op het ministerie van Buitenlandse Zaken. Het is iemand die geobsedeerd is door het fenomeen 'Grote Mannen', die woest om zich heen zoekt in het leven, en een enkele keer in tijden van manie denkt de oplossing gevonden te hebben, maar ook een brief afsluit met: Gekke Jantje begrijpt er maar weinig van, en erover denkt een boek te beginnen dat als titel zal hebben: "Journaal van een verbijsterd man".
In feite is hij manisch-depressief maar de Voskuils krijgen dit pas laat door. Vlak voordat Voskuil begint te werken op 'Het Bureau' ontvangt hij een eerste brief die hij als verontrustend ervaart. Zijn vriend lijkt te ontsporen. Maar omdat hij steeds weer herstelt, en omdat hij tijdens zijn periodes van depressie wordt afgeschermd door zijn vrouw, lijkt zijn
toestand voor de buitenwereld minder serieus. Wel is zichtbaar dat hij weinig plooibaar is op zijn werk, en in restaurants of in de trein niet in de gaten heeft dat hij zo hard praat dat hij de aandacht van alle omzittenden op zich richt.
Wat de Voskuils ook waarnemen is dat Breugelman, die aanvankelijk links was, en een hekel had aan het verfoeilijkste genus mensen, die wellicht het best met de naam Elsevier-lezers aan te duiden zijn, steeds rechtser wordt (hij zit anderhalf jaar lang in de Tweede Kamer voor de VVD). Ook zien ze steeds vaker dat Breugelman bij tijden een extreem gejaagd leven leidt, en opgewonden artikelen en ingezonden brieven schrijft, waarvan hij de Voskuils getrouw kopieën toestuurt.
Uiteindelijk gaat Breugelman ten onder; na zijn echtscheiding gaat hij alleen wonen; een tijdje gaat dat goed, maar op een gegeven moment wordt hij opgenomen in verwaarloosde toestand. Dit tragische einde maakt dit boek niet tragisch; door de soms flitsende humor in de brieven en het daarin beschreven onvoorspelbare gedrag kijkt de lezer op een afstand naar dit leven, soms geamuseerd, maar steeds van buitenaf, zoals de Voskuils dat ook deden. Verdere afstand wordt geschapen doordat Breugelman bij tijd en wijle zijn eigen toestand op een 'objectieve' en komische manier weergeeft:
- Ik heb nooit rust, doe nooit iets met plezier, doe al mijn werk in een razend tempo, omdat ik nog zoveel anders ook moet doen, en ga dan uren gejacht zitten niets doen.
- Ik lees als een barbaar, vliegensvlug, want ben immers op zoek naar God of zoiets.

### Onder andere
Onder andere (uit 2007) is een bundel ´Herinneringen en dagboekbladen´. Hierin komt Voskuil onder zijn eigen naam voor, maar sommige personen worden aangeduid met de naam die ze in Het Bureau of Bij nader inzien dragen.
De bundel opent met een stuk over Voskuils 'Een socialistische jeugd'. Een ander stuk gaat over Kees Vogels, de broer van Frida. Dit zijn herinneringen, min of meer chronologisch geordend, aan de markante, wat eigenzinnige persoon met onvoorspelbaar gedrag, die na een langdurige studietijd leraar wordt aan het Prof. ter Veen Lyceum in Emmeloord, en later aan een kweekschool in Arnhem. Pas met zijn late huwelijk lijkt hij zich te hebben onttrokken aan de invloed van zijn zus.
Boven alles uit steekt het prachtige portret van de exuberante Geert van Oorschot, diens uitbarstingen van enthousiasme na het ontvangen van het manuscript van 'Bij nader inzien', en de verdere contacten van hem met de Voskuils. Onder andere de reacties op het verschijnen van 'Bij nader inzien' komen aan bod, maar ook de zelfmoord van Van Oorschots zoon Guido. Naar aanleiding van Voskuils tweede roman, Binnen de huid (1968), ontstaat een breuk tussen hem en Voskuil, de roman werd destijds niet gepubliceerd.
Verder bevat deze bundel onder andere stukken over varkens, zijn veldwerk, herinneringen aan de oorlog, een bespiegeling over het fenomeen 'verveling', en een impressie van een Uitmarkt.

### De Buurman
Deze in 2001 geschreven roman verscheen postuum in 2012. Het boek beschrijft een episode - de jaren 1980 - uit het leven van Maarten en Nicolien Koning, en belicht hun beider reacties op Petrus en Peer, een homoseksueel koppel dat in hetzelfde pand woont als de Konings. In hun vele discussies en ruzies kiest Nicolien aanvankelijk blindelings partij voor deze underdogs. Maarten is gereserveerder, maar toch ontstaat er een redelijk contact met het stel. Na verloop van tijd neemt dit echter weer af, als het gedrag van Peer (de buurman) wat erg ongewoon en onverklaarbaar wordt.

### Wie is wie?
De personages in de romans van Voskuil zijn weliswaar naar bestaande mensen gemodelleerd, maar, waarschuwt Voskuil: "Ik heb een hekel aan mensen die mijn boek als sleutelroman zien en zeggen: o, dat is die en die meneer, en dat is dus zo'n lul."
Bij nader inzien
- Rosalie Balmakers - Suus Hoven
- Paul Dehoes - Jaap Oversteegen
- Henriette Fagel - Frida Vogels
- Flap Hupperts - Jan Voorhoeve
- David Grobben - Enno Endt
- Maarten Koning - J.J. Voskuil
- Nicolien - Lousje Haspers
- Klaas de Ruiter - Loe van Oyen

Het Bureau
- Zie Lijst van personages uit Het Bureau
- Dat zelfs de romanpersonages vergeleken worden met de echte personen die ze verbeelden, bleek in 2019 toen Willem Gerritsen in zijn biografie van prof. dr. Maartje Draak (in Het Bureau: Kaatje Kater) een afzonderlijke paragraaf daaraan wijdde.[40]

## Literair uitgever

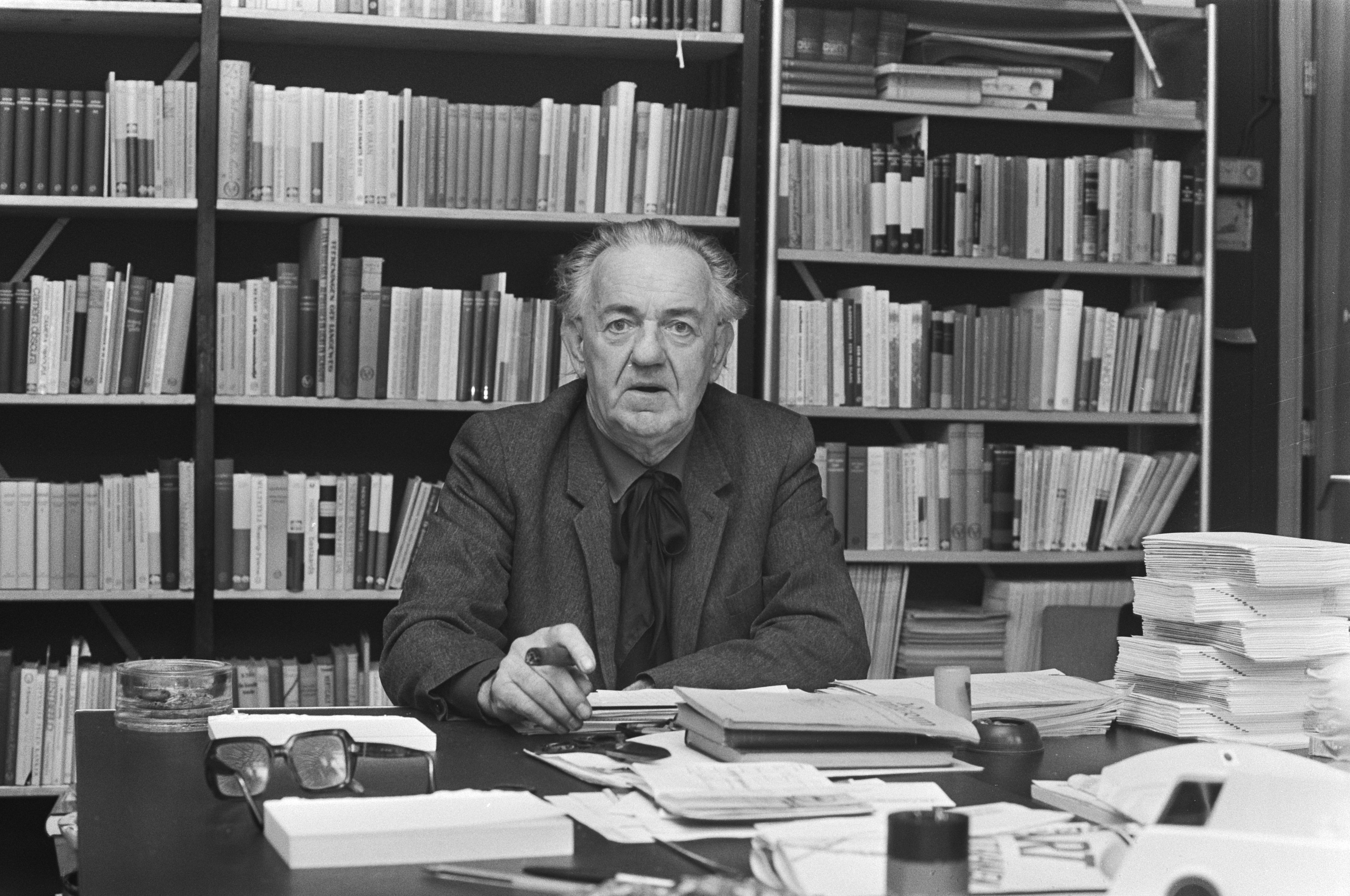
Van Oorschot (1976)

Het letterkundige werk van Voskuil werd uitgegeven door Geert van Oorschot en later diens gelijknamige uitgeverij. Over het enthousiasme van de uitgever nadat hij het manuscript van Bij nader inzien had gelezen, schreef Voskuil in een aan hem gewijd portret. Daarin verhaalt Voskuil tevens over de zelfmoord van de zoon van de uitgever en de uitwerking daarvan op die laatste. Ook komt de breuk tussen beiden aan de orde; die breuk werd veroorzaakt door het zeer negatieve oordeel van de uitgever over het manuscript Binnen de huid (hoewel de toenmalige echtgenote van de uitgever het juist prachtig had gevonden).
De boeken van Voskuil werden in eerste druk steeds in gebonden uitvoering uitgegeven, en daarna in volgende drukken meestal als paperback. Alleen bij de uitgave van De moeder van Nicolien ging dat verkeerd: de tegelijkertijd gedrukte eerste en tweede druk werden omgewisseld, waardoor de eerste druk abusievelijk ingenaaid verscheen, de tweede druk gebonden.

## Prijzen
- 1997 - F. Bordewijk-prijs voor Het Bureau 1: Meneer Beerta en Het Bureau 2: Vuile handen.
- 1998 - Prix des Ambassadeurs voor Het Bureau 2: Vuile handen en Het Bureau 3: Plankton.
- 1998 - Libris literatuurprijs voor Het Bureau 3: Plankton. Het geld van deze prijs werd door Voskuil gebruikt voor financiering van acties tegen de intensieve varkenshouderij.

Het Bureau werd in 2007 opgenomen in de lijst van beste Nederlandstalige boeken aller tijden.